# A Galceran Marquet
A Galceran Marquet es un monumento escultórico situado en la Plaza del Duque de Medinaceli de Barcelona, en el distrito de Ciutat Vella. Creado en 1851, fue obra del arquitecto Francisco Daniel Molina y el escultor Damià Campeny, ayudado en la decoración de la base por Josep Anicet Santigosa. Esta obra está inscrita como Bien Cultural de Interés Local (BCIL) en el Inventario del Patrimonio Cultural catalán con el código 08019/529.

## Historia y descripción

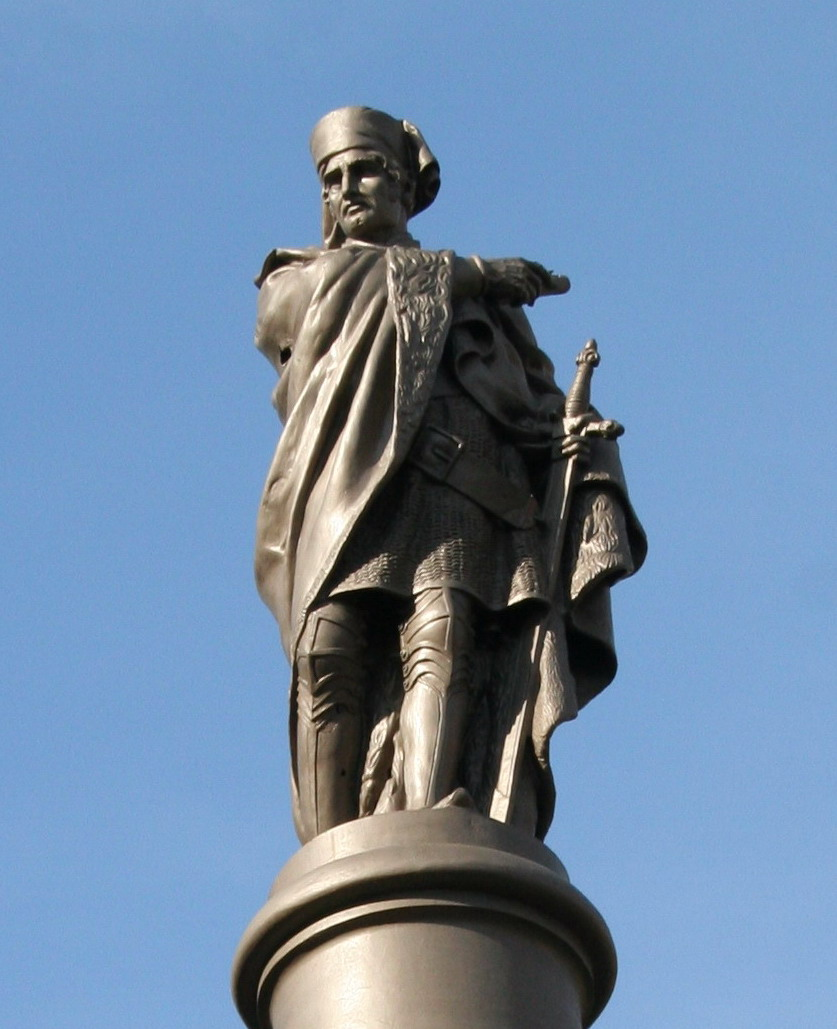
Figura del almirante.

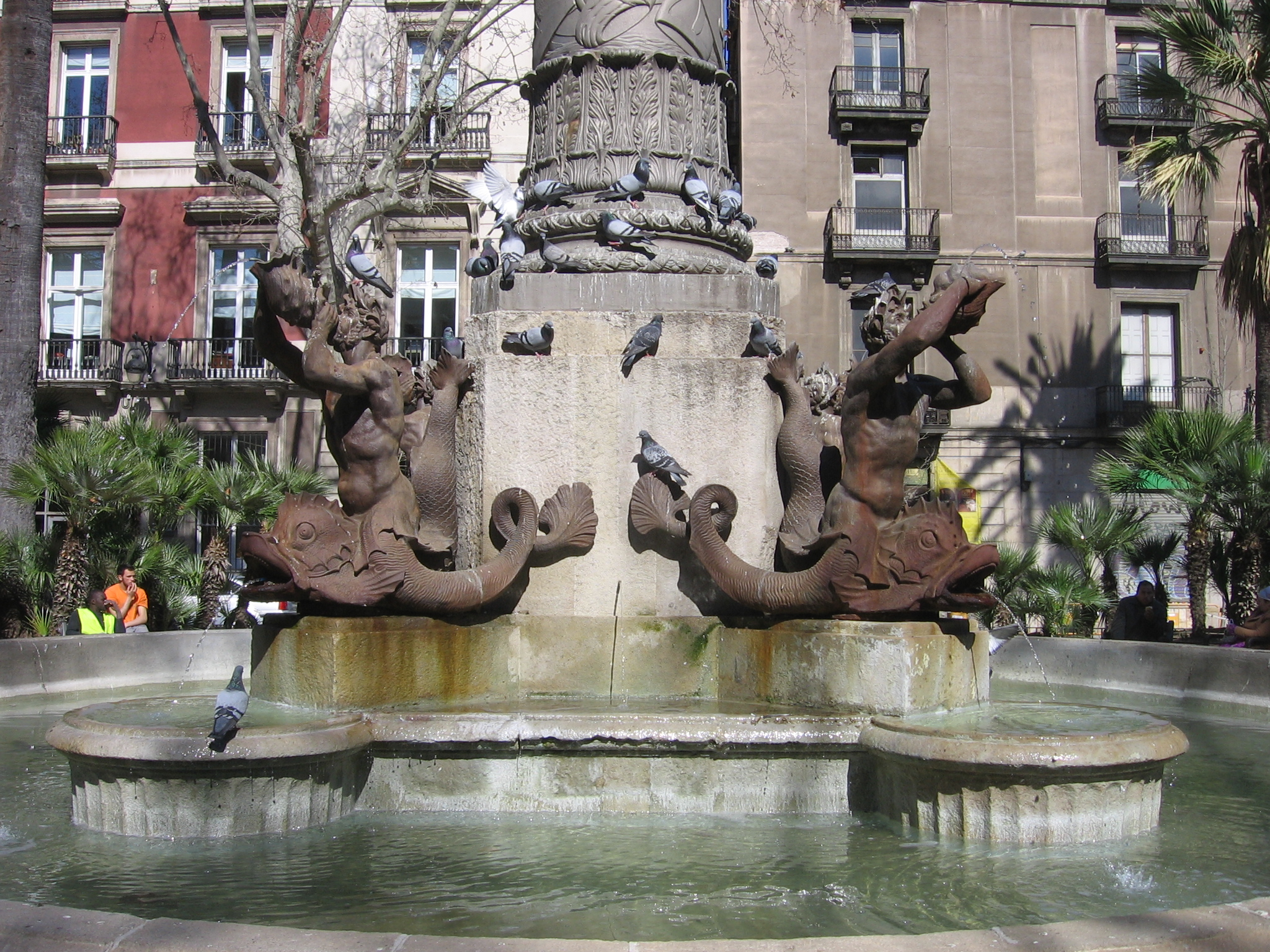
Detalle de la fuente.

Esta obra fue concebida como fuente ornamental para decorar la recién urbanizada Plaza del Duque de Medinaceli, junto al Paseo de Colón, en el puerto de Barcelona. Anteriormente había en este lugar una plazuela llamada de San Francisco, donde había un convento franciscano que fue destruido por un incendio en 1835. En los terrenos del convento se levantó un parque de artillería, cuyo edificio es el actual Gobierno Militar de Barcelona. Pero una parte quedó libre, y junto a unos terrenos donados por Luis Joaquín Fernández de Córdoba y Benavides, XIV Duque de Medinaceli, se procedió entonces a ensanchar la plaza —que recibió el nombre del benefactor—, proyecto que corrió a cargo del arquitecto Francisco Daniel Molina.
Las obras de la fuente comenzaron sin tener ninguna dedicatoria específica, aunque la proximidad al mar hacía aconsejable su adjudicación a alguna temática marítima. Así, el escultor Josep Anicet Santigosa empezó a elaborar algunas de las figuras que decorarían la base de la fuente, que fueron ejecutadas en bronce por el fundidor Valentí Esparó. Sobre la fuente se erigió una columna de hierro de 18 metros de altura, lo que supuso el primer uso de este material con fines ornamentales en la ciudad. Para rematar la columna se pensó en una estatua dedicada a algún personaje prominente de la historia marítima de la ciudad, para lo que se barajaron diversos nombres, como Cristóbal Colón o Blasco de Garay. Finalmente se eligió a Galceran Marquet (1366-1410), un personaje no contrastado históricamente, que según el historiador Antonio de Bofarull había sido el vicealmirante de la flota catalana que luchó contra la genovesa en 1331, a las órdenes de Guillem de Cervelló. La estatua fue encargada a Damià Campeny, un escultor ya octogenario, por lo que se duda de su autoría, que algunos atribuyen al propio Santigosa, autor de la decoración inferior. La fuente fue inaugurada el 29 de junio de 1851.
La fuente está formada por un estanque circular en cuyo centro se encuentra un bloque paralelepipédico con cuatro picas angulares sobre las que vierten agua unos cuernos tocados por tritones. Sobre este bloque central se alza la columna, decorada con relieves de motivos marinos, y que a un tercio de altura presenta dos brazos en forma de barco que sostienen sendas farolas, así como dos escudos de Barcelona en el centro de ambos brazos; el resto del fuste de la columna está decorada con hojas de plantas acuáticas. El capitel de la columna es corintio, decorado con caballos marinos, sobre el que se yergue la estatua, de pie con indumentaria de guerrero y la capa de consejero de la ciudad, con la mano izquierda apoyada en una espada y la derecha sosteniendo un pergamino enrollado.
La obra fue restaurada en 1929 y en 2007.